# Gedeon Romandon
Gedeon Romandon, född 1667 i Venedig, Republiken Venedig, död 1697 i Berlin, Kurfurstendömet Brandenburg, var en fransk-tysk hovmålare åt kurfurst Fredrik Vilhelm av Brandenburg och hans son kurfurst Fredrik III (sedermera kung Fredrik I av Preussen).

## Biografi
Gedeon Romandon var son till den franska målaren Abraham Romandon som verkade i Venedig under 1660-talet. Som hugenott tvingades fadern fly det katolska Frankrike och kom 1686 med familjen till Berlin. Kurfurst Fredrik Vilhelm utnämnde honom till hovmålare. Abraham Romandon avled dock kort därefter 1687 och sonen Gedeon utnämndes då att efterträda sin far som hovmålare.
Romandon introducerade en franskpräglad, upphöjd värdighet i det tyska porträttmåleriet. Hans verk präglas av en livfull mimik och rörelse samt en medryckande abstraherande behandling av klädedräkten. Samuel Theodor Gericke omnämns som en av hans elever. 
Romandons ställning vid hovet visas genom att han fick uppdraget att måla kurfurst Fredrik III:s officiella porträtt som kurfurste efter tillträdet. 1690 reste Romandon till London på kurfurstens uppdrag för att där måla porträtt av medlemmarna av den brittiska kungafamiljen. 1696 blev han en av de första professorerna vid Akademie der Künste i Berlin.
Huvuddelen av Romandons bevarade verk finns i Charlottenburgs slott i Berlin och Neues Palais i Potsdam.
Han avled 1697 vid 30 års ålder.